# Långsjöberget (naturreservat, Sollefteå kommun)
Långsjöberget är ett naturreservat i Sollefteå kommun i Västernorrlands län.
Området är naturskyddat sedan 2006 och är 81 hektar stort. Reservatet omfattar en brant östsluttning mot sjön Långsjön och består av grannaturskogskog med inslag av lövträd, samt ett par mindre områden med talldominerad skog.